# Haute-Ajoie
Haute-Ajoie är en  kommun i distriktet Porrentruy i kantonen Jura, Schweiz. Kommunen har 1 057 invånare (2023).
Kommunen bildades den 1 januari 2009 genom en sammanslagning av kommunerna Chevenez, Damvant, Réclère och Roche-d'Or. Den 1 januari 2018 tillkom kommunen Rocourt.